# Чичерин, Алексей Владимирович

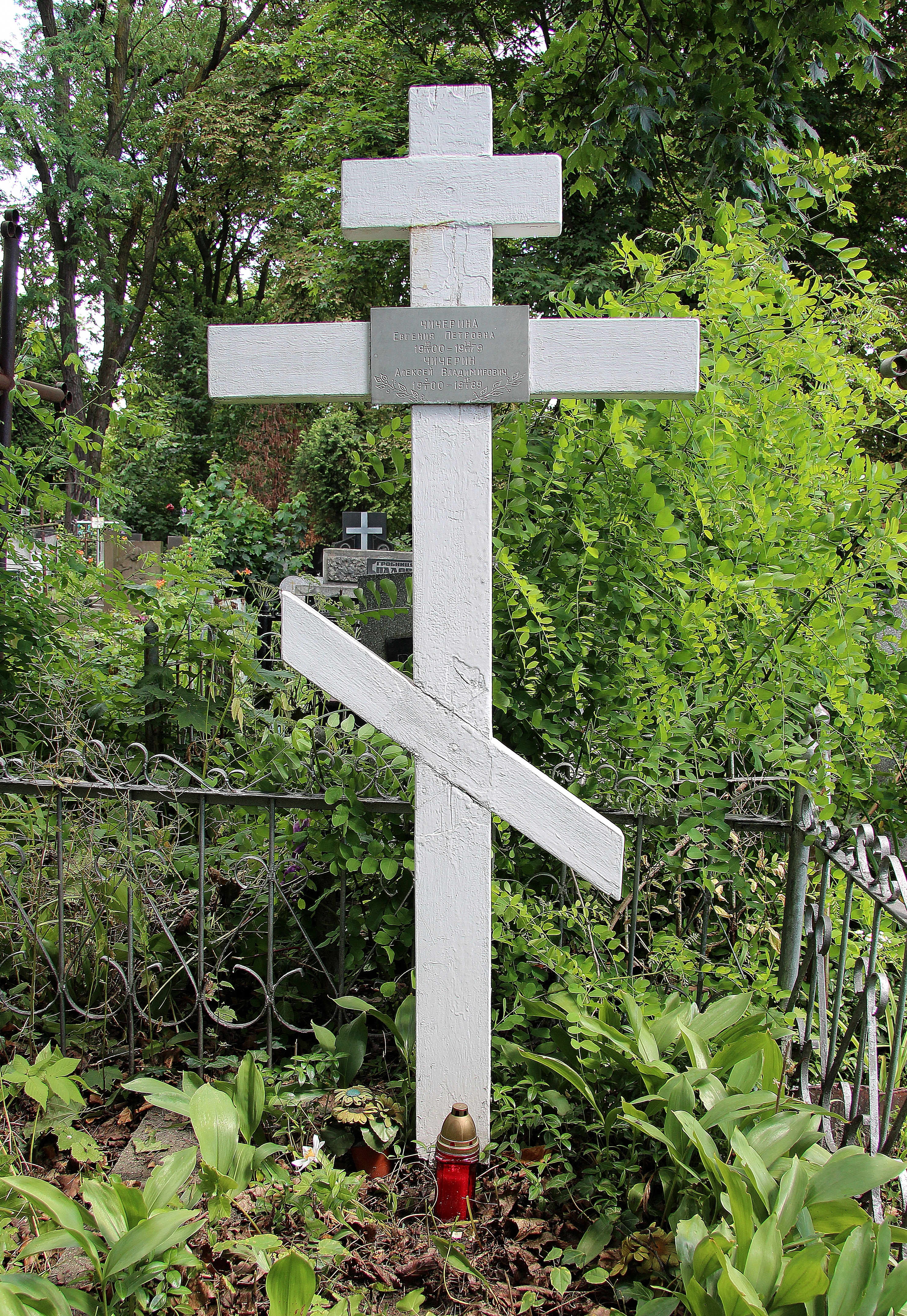

Алексе́й Влади́мирович Чиче́рин (1899/1900—1989) — советский литературовед, доктор филологических наук, профессор, поэт.

## Биография
Происходил из старинного дворянского рода Чичериных. Его дед, Аркадий Николаевич Чичерин — четвёртый ребёнок в семье поручика Николая Васильевича Чичерина, старшим сыном в которой был Б. Н. Чичерин (1828—1904). Дед служил на военной службе, был помещиком в селе Осиновка Тамбовского уезда Тамбовской губернии. Местом рождения источники называют Калугу и Пензу. Отец, Владимир Аркадьевич, — капитан артиллерии, умер от воспаления лёгких, когда сыну было десять лет и воспитывала его бабушка Елена Александровна (урождённая Ознобишина), а после её смерти младшая сестра отца — Наталья Аркадьевна.
Учился в московской гимназии; летом 1917 года на Всероссийском съезде учащихся средних школ, состоявшемся в Москве, он был избран председателем съезда. Затем работал инспектором школьного отдела ГубОНО Тамбова.
Вскоре отошёл от марксистского мировоззрения, поступил учиться на философском отделении историко-филологического факультета 1-го МГУ. В университете отучился всего два года: уже в конце первого года обучения, весной 1921-го, философское отделение было упразднено. Тех, кто сдавал половину всех положенных экзаменов и зачётов, переводили в группу заканчивающих; всех остальных — на факультет общественных наук (ФОН).
Вскоре он женился на Евгении Петровне Микини; детей у них не было.
В 1922—1930 годах он преподавал в экспериментальных, подлинно новаторских школах Москвы, в частности, в 4-й опытной школе Эстетического воспитания, которой руководила Н. И. Сац, и где работал целый ряд замечательных гуманитариев, среди них С. М. Бонди.
Чичерин активно сотрудничает и в Государственной Академии Художественных Наук. В 1923—1927 годах он был единственным сотрудником музея в родовом имении Чичериных — «Караул».
В середине 1920-х годов вышли его первые научные труды: «Культура слова в школе» (1924), «Что такое художественное воспитание» (1926), «Литература как искусство слова: Очерк теории литературы» (1927).
В это время появились его первые стихи: в 1925 году — в альманахе «Чет и нечет»; в 1927 году он издал за свой счёт стихотворный сборник «Крутой подъём». А. В. Чичерин вошёл в поэтическое объединение «Узел», где общался с Андреем Белым, Михаилом Булгаковым, Владимиром Луговским, Софьей Парнок, Борисом Пастернаком.
Увлечение философией привело его в кружок православно настроенной молодёжи, объединившемся вокруг архимандрита Георгия (Лаврова), жившего в конце 1920-х годов в Даниловом монастыре.
В 1930 году был арестован и выслан на Урал, в 1933 году вновь арестован по «Делу членов кружка христианской молодежи» — был заключён в Карлаг; жил в Орле, Воронеже, в Костроме, где возглавил кафедру литературы и русского языка. В Костроме он написал свою кандидатскую диссертацию «Возникновение романа в России и на Западе на рубеже XVIII-XIX веков», которую защитил в 1945 году в Московском городском педагогическом институте. В 1947 году в Институте русской литературы он защитил докторскую диссертацию «Роман-эпопея в литературе критического реализма». В 1948 году его уволили с работы, поскольку он не скрывал своей веры и открыто ходил в церковь. После этого в течение 40 лет он руководил кафедрой зарубежной литературы Львовского университета, читал лекции о французской литературе.
А. В. Чичериным были написаны книги: «Идеи и стиль» (1965; 2-е изд., 1968), «Ритм образа» (1973; 2-е изд., 1980), «Очерки по истории русского литературного стиля: Повествовательная проза и лирика» (1977; 2-е изд., доп. — М. : Худож. лит., 1985. — 447 с.; в 1979 году за «Очерки» он был удостоен премии АН СССР им. В. Г. Белинского), «Произведения О. Бальзака „Гобсек“ и „Утраченные иллюзии“» (1982), «Сила поэтического слова» (1985).

О преподавательской деятельности А. В. Чичерин писал:

Каждая лекция требует вдохновения, большой сосредоточенности и внутреннего подъёма. За несколько минут до лекции <…> нельзя обращаться к лектору с хлопотливыми вопросами и делами. Он уже не здесь, но в своей лекции, выдёргивать его оттуда, тревожить его нельзя. Он подобен пианисту, идущему к роялю, настоящему актёру за минуту до выхода на сцену. В творческом отношении он выше того и другого, он больше должен творить заново (он готов к лекции и всё-таки ничего готового у него нет).

Остались неизданными его рукописи об известных священниках.
Умер 15 января 1989 года и похоронен во Львове  на Яновском кладбище.